# アメリカン・バスケットボール・アソシエーション
アメリカン・バスケットボール・アソシエーション（英: American Basketball Association、略称：ABA）は、北米の男子バスケットボール独立リーグ（いわゆるセミプロ）である。本部は、インディアナ州のインディアナポリス。

## 歴史
1999年に設立され、翌年より興業を開始した。
リーグは2シーズン活動を行ったところで、2002-03シーズンには活動を休止。翌2003-04シーズンには再び活動を再開した。
リーグ創設当初は8つのチームが所属していたが、休止後には新たなビジネス展開による大規模なリーグの拡張に取り組み、2004-05シーズンには30以上、以後はさらなるチーム増加を行っている（実質的に拡張費用として2万ドル - 3万ドルをリーグに支払えばフランチャイズの権利が与えられていたが、現在では5万ドルまで上昇している）。ただし、チームの経済状況によって遠征に参加できないチームや、シーズン途中で解散を余儀なくされるチームもしばしば存在した。こういった事態は2005-06シーズンまで続いている。
しかし、ABAはリーグを拡張し、現在は84チームが加入している。

## 特徴
- ABAでは、NBAの下位リーグNBAゲータレード・リーグ（Gリーグ）と同様、NBAのチームに採用されなかった選手がプレイするケースも多く、リーグトップクラスの選手にはNBA進出の機会をうかがう者も多数。このようにアメリカ国内の独立リーグにおいて、規模や選手レベルはトップクラスを誇っている。
- アメリカのみならず、カナダやメキシコにもチームを持つ。かつてはハワイにもチームが存在した。
- B.LEAGUEに所属する選手にも、ABA所属経歴のある選手がいる。
- ABA所属のチームが他リーグに移るケースもある。2004年にリーグを制したロング・ビーチ・ジャムはDリーグに移籍している。（移籍チームの詳細は後述）
- 1967年から1976年まで、同名のバスケットボールリーグABAがあった。両者に直接の関係はないが、現ABAの各ディビジョンはかつてのABAで活躍した有名な選手の名を冠している。
- 女子選手の参加も認められており、過去にWNBA選手も参戦している。

## ABAに所属した選手
- 2000年：長谷川誠（サンディエゴ・ワイルドファイアー） - 日本人男子プレイヤーとして初の海外プロリーグ選手になった。
- 2003年：デニス・ロッドマン、田臥勇太（共にロングビーチ・ジャム） - 2人はこのシーズンはチームメイトだった。田臥は翌年もロングビーチと契約した。
- 2004年：森下雄一郎（ニュージャージー・スクワイヤーズ）
- 2004年：藤野素宏（ハーレム・リバイバル）
- 2004年：宮田諭（オンタリオ・ウォリアーズ）
- 2005年：中川和之（ハーレム・ストロングドッグス） - 日本人初のABAオールスター出場選手
- 2005年：マイキー・マーシャル（フレズノ・ヒートウェーブ） - 後に大分ヒートデビルズに所属。
- 2006年：岡田卓也（フレズノ・ヒートウェーブ） - さいたまブロンコスを退団した後、フレズノと契約。開幕戦出場を果たした。
- 2006年：菅原洋介（サンノゼ・スカイロケッツ） - 2007年よりレラカムイ北海道、2008年より琉球ゴールデンキングスに所属。
- 2006年：岩佐潤（アトランタ・ヴィジョン） - 2007年より東京アパッチに所属。
- 2010年：静岡ジムラッツ日本人チームとしてABA参戦
- 2014年：木下勲（バーミングハム・ブリッツ）

## 所属チーム一覧

### 2006－2007シーズン現在のチーム
レッド・カンファレンス (Red Conference)
| North Division - ベリンガム・スラム - ビッグバレー・ショックウェイブ - フレズノ・ヒートウェイブ - キングカントリー・ロイヤルズ - ラスヴェガス・ヴェノム | South Division - 北京奥神オリンピアンズ - ギャラップ・アウトローズ - ザ・ハリウッド・フェイム - メイウッド・バズ - サンディエゴ・ワイルドキャッツ - ティフアナ・ドラゴンズ |

ホワイト・カンファレンス (White Conference)
| North Division - アンダーソン・チャンピオンズ - デトロイト・パンサーズ - ハモンド・ローラーズ - ツインシティ・ボーラーズ - トレド・アイス | Central Division - シカゴ・ロックスターズ - ミネソタ・リップニーズ - ピオリア・キングス - クアドシティ・リヴァーホークス - セントルイス・スタナーズ | South Division - アーカンソー・エアロス - アーカンソー・リヴァーキャッツ - ヒューストン・アンダーテイカーズ - モンテレー・ポイズン - テキサス・タイクーンズ - ウェイコ・ラングラーズ |

ブルー・カンファレンス (Blue Conference)
| North Division - バッファロー・シルバーバックス - ケープコッド・フレンジー - モントリオール・マトリックス - ケベックシティ・ケベッカ - ロチェスター・レザーシャークス - ヴァーモント・フロストヒーブス | Central Division - ボルティモア・パールズ - ブルックリン・ワンダーズ - メリーランド・ナイトホークス - ニューアーク・エクスプレス - リッチモンド・ボーラーズ - ストロングアイランド・サウンド - ウィルミントン・シードッグス | South Division - アトランタ・ビジョン - ノックスヴィル・ノイズ - ミシシッピ・ミラクルズ - サウザンアラバマ・バウンス - テネシー・マッドフロッグス |
| Southeast Division - ジャクソンヴィル・ジャム - マイアミ・トロピクス - オーランド・エースズ - パームビーチ・インペリアルズ                                                                             | | |

## 加入の可能性があるチーム
| - アレクサンドリア・ウィンドジャマーズ - バーミングハム・マジシャンズ - マサチューセッツ州ボストン（チーム名未定） - カリフォルニア・イーグルス - メキリカリ・センチネルズ - カーニング・ブルドッグス - テキサス州コーパスクリスティ（チーム名未定） - エルパソ・ソル - ハリファックス・レインメン - ネバダ州ヘンダーソン（チーム名未定） - オクラホマ州ロートン（チーム名未定） - リンカーン・サンダー - カリフォルニア州ロングビーチ（チーム名未定） - ミシサガ・レッドウルブス - テネシー州ナッシュヴィル（チーム名未定） | - ルイジアナ・ブルース - オハイオ・アヴィエイターズ - オレンジカウンティ・グラディエイターズ - オレゴン・リップタイド - フェニックス・ファントムズ - ロードアイランド州プロヴィデンス（チーム名未定） - ペンシルベニア州レディング（チーム名未定） - リオグランドヴァレー・シルヴァラドス - ローム・ナイツ - ソルトレイク・ドリーム - サウザンジョージア・36ers - タラハシー・タイガース - タンパベイ・ストロングドッグス - ワシントン・インターナショナルズ - デラウェア州ウィルミントン（チーム名未定） |

## 消滅したチーム
| - ベルビュー・バックホークス - カルガリー・ドリラーズ - カロライナ・サンダー - セントラルヴァレー・ドッグス - シカゴ・スカイライナーズ - シカゴ・ソルジャーズ - シンシナティ・モナークス - コロラド・ストーム - デトロイト・ドッグス - ハワイ・メガフォース - エルモシーリョ・セリス - インディアナ・レジェンズ - イングルウッド・コブラズ - ジャクソンヴィル・ウェイブ - ファレス・ギャロス - カンザスシティ・ナイツ - ケンタッキー・カーネルズ - ケンタッキー・プロキャッツ - レイクエリス・ロッカーズ - ラスヴェガス・ラットラーズ - ラスヴェガス・スラム | - ロサンゼルス・スターズ - ルイジアナ・ケイジャンペリカンズ - メンフィス・ホーンドッグス - ナッシュヴィル・リズム - ニュージャージー・スカイキャッツ - ナイアガラ・デアデヴィルズ - オクラホマシティ・ボールホッグス - オンタリオ・ウォリアーズ - フィラデルフィア・フュージョン - フェニックス・エクリプス - ピッツバーグ・ハードハッツ - ポートランド・レイン - ローリー・レネゲイズ - レイニングナイツ・オブ・ジョージア - リッチモンド・ジェネラルズ - サンディエゴ・ワイルドファイアー - サウザンカリフォルニア・サーフ - セントルイス・フライト - タコマ・ナヴィゲイターズ - タンパベイ・サンダードッグス - ユタ・スノウベアーズ |

## 現在はABAに所属していないチーム
- アーカンソー・リムロッカーズ - NBAデベロップメント・リーグ
- シャーロット・クランク - CBA（現・アトランタ・クランクウルヴァリンズ）
- フロリダ・ピットブルズ - CBA（現・マイアミ・マジェスティ）
- グウィネット・グウィズリーズ - Southeast Exposure Basketball League (SEBL)
- インディアナ・アレイキャッツ - CBA
- ロングビーチ・ジャム - NBAデベロップメント・リーグ（現・ベーカーズフィールド・ジャム）
- ロサンゼルス・アフターショック - CBA
- ノースイーストペンシルベニア・ブレイカーズ - USBL
- ピッツバーグ・エクスプロージョン - CBA
- サンノゼ・スカイロケッツ - CBA（現・マイノット・スカイロケッツ）
- ソーキャル・レジェンズ - CBA
- バンクーバー・ドラゴンズ - CBA

## 歴代優勝チーム
| シーズン | 優勝                                         | 準優勝                         | スコア               |
| -------- | -------------------------------------------- | ------------------------------ | -------------------- |
| 2000-01  | デトロイト・ドッグス                         | シカゴ・スカイライナーズ       | 107-91               |
| 2001-02  | カンザスシティ・ナイツ                       | サザンカリフォルニア・サーフ   | 118-113              |
| 2003-04  | ロングビーチ・ジャム                         | カンザスシティ・ナイツ         | 126-123              |
| 2004-05  | アーカンソー・リムロッカーズ                 | ベルビュー・ブラックホークス   | 118-103              |
| 2005-06  | ロチェスター・レザーシャークス               | ソーカル・レジェンズ           | 117-114              |
| 2006-07  | バーモント・フロストヒーブス                 | テキサス・タイクーンズ         | 143-95               |
| 2007-08  | バーモント・フロストヒーブス                 | サンディエゴ・ワイルドキャッツ | 87-84                |
| 2008-09  | ケンタッキー・バイソンズ                     | メイウッド・バズ               | 127-120              |
| 2009-10  | サウスイースト・テキサス・マーベリックス     | ケンタッキー・バイソンズ       | 96-99, 104-83, 85-76 |
| 2010-11  | サウスイースト・テキサス・マーベリックス     | ガルフ・コースト・フラッシュ   | 114-97, 109-85       |
| 2011-12  | ジャクソンビル・ジャイアンツ                 | サウスカロライナ・ウォリアーズ | 106-101, 100-91      |
| 2012-13  | ジャクソンビル・ジャイアンツ                 | ノース・ダラス ヴァンダルズ    | 85-84, 110-109       |
| 2013-14  | シュリーブポート＝ボージャー・マーベリックス | ジャクソンビル・ジャイアンツ   | 136-127, 105-103     |
| 2014-15  | シュリーブポート＝ボージャー・マーベリックス | マイアミ ミッドナイツ          | 109-81, 116-91       |
| 2015-16  | ジャクソンビル・ジャイアンツ                 | ウィンディシティ グルーヴ      | 92-80, 93-90         |

## 歴代MVP（年間最優秀選手）
- 2000-01 受賞者なし
- 2001-02 ピート・ミカエル - カンザスシティ・ナイツ
- 2003-04 ジョー・クリスピン - カンザスシティ・ナイツ
- 2004-05 カリーム・リード - アーカンソー・リムロッカーズ
- 2005-06 クリス・カラウェル (Chris Carrawell) - ロチェスター・レザーシャークス